# Cassidian ParaLander

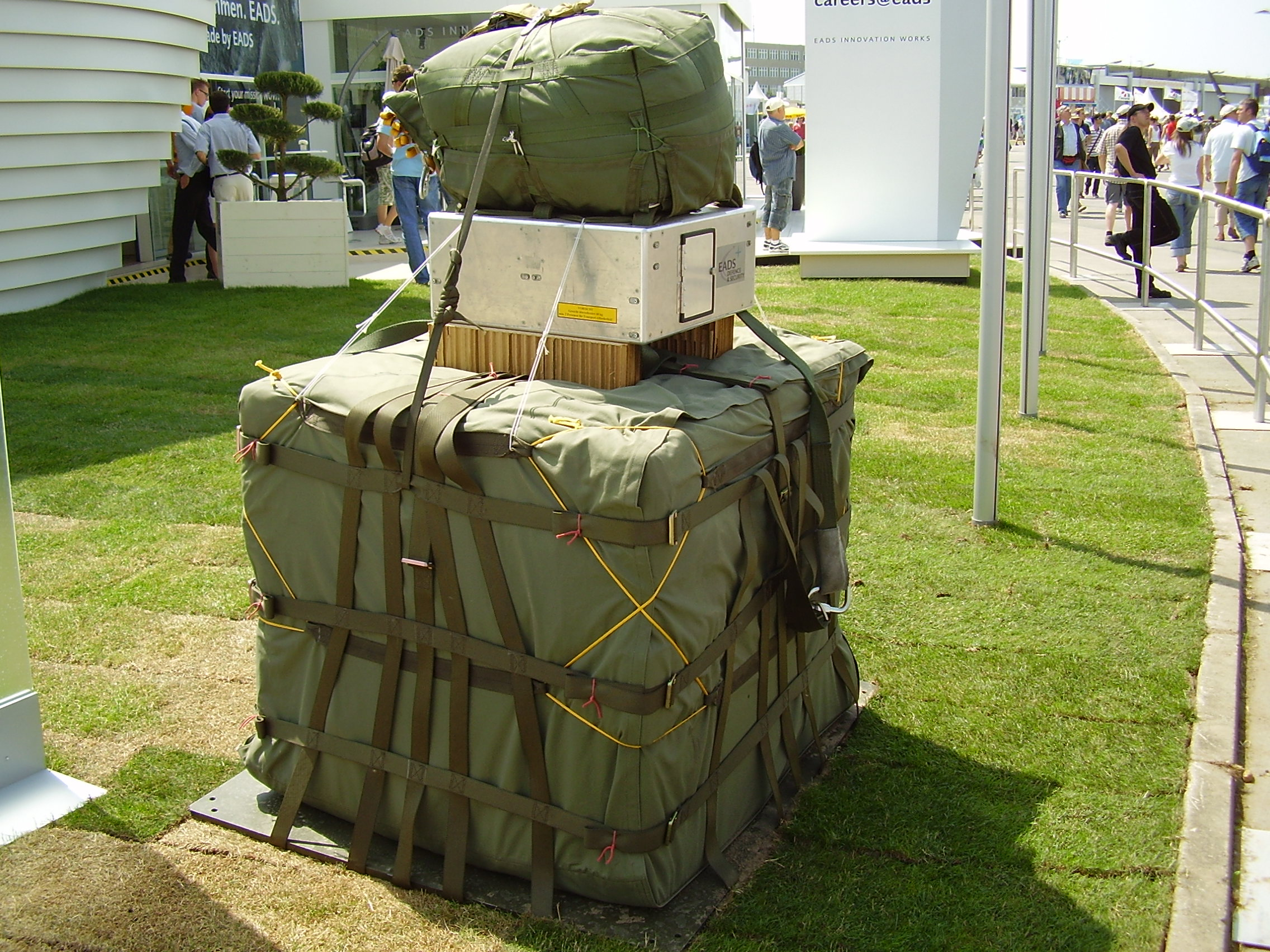
ParaLander in der Internationalen Luft- und Raumfahrtausstellung Berlin 2008

Der ParaLander ist ein Lasten-Gleitfallschirmsystem für den Abwurf von Lasten aus Flugzeugen, das mittels eines Navigations- und Steuerungssystems die Nutzlast an einen vorgegebenen Ort manövriert. Entwickelt und hergestellt wurde der ParaLander von der damaligen EADS-Tochter Cassidian.

## Technik
Der ParaLander ist eine modulare Einheit aus Schirm und Steuereinheit, die sich an verschiedenen Nutzlasten anbringen lässt. Die Positionsinformationen bezieht das Navigationssystem über einen GPS-Empfänger. Basierend auf diesen Daten und dem gewünschten Landepunkt berechnet die Missionsplanungseinheit eine geeignete Trajektorie. Die daraus resultierenden Steuerkommandos werden über Servomotoren an die Steuerleinen des Schirms weitergegeben. Auf diese Weise wird der Schirm mit der Nutzlast ins Ziel gelenkt. Ein Laserentfernungsmesser überwacht die Höhe über Grund vor der Landung und leitet zeitlich passend vor dem Aufsetzen ein Bremsmanöver ein, das die Fahrt des Schirms bremst und somit eine für die Last beschädigungsfreie Landung ermöglicht.

## Nutzung
Für den Einsatz in Afghanistan beschaffte die Bundeswehr fünf ParaLander-Systeme.
Im März 2011 wurde der ParaLander durch die Wehrtechnische Dienststelle 61 als Unbemanntes Luftfahrzeug der Kategorie I zugelassen.

## Ausführungen
Der ParaLander wird gegenwärtig in der Version L1000 (1.000 kg) angeboten. Weitere Versionen für 300 kg und 6.000 kg sind in der Entwicklung beziehungsweise Planung.

## Technische Daten
- Max. Einsatzhöhe: bis 10.000 m[2][4]
- Reichweite im Gleitflug: bis 50 km[2][4]
- Nutzlast: 1.000 kg (später 6.000 kg)[2][4]